# Clive F. Mann
Clive F. Mann (* 1942 in Essex; † 24. August 2022) war ein britischer Ornithologe.

## Leben
Nach dem Abschluss der Colchester Royal Grammar School studierte Mann ab 1961 am University College London, wo er 1964 den Bachelor of Science in Zoologie und Anthropologie erlangte. Anschließend wechselte er an die Makerere-Universität in Kampala, Uganda, wo er das Diploma of Education erhielt. Von 1965 bis 1975 lehrte er an Schulen in Uganda und Kenia. Daneben widmete er sich ornithologischen Feldstudien, zu denen er zahlreiche Arbeiten über Populationsdynamik, Brut- und Mauserzyklen, Zoogeographie und Migration veröffentlichte. 1976 kehrte Mann nach London zurück, wo er an der Central London Polytechnic Taxonomie studierte und 1979 zum Master of Science graduierte. 1980 gehörte er zum Autorenteam des Werks Birds of East Africa, der ersten definitiven Vogelcheckliste dieser Region. Nach einem Doktoratsstudium an der City of London Polytechnic wurde er 1984 mit einer Dissertation über die Taxonomie der Sperlingsvögel zum Ph.D. promoviert. Von 1981 bis 1991 lehrte er am Science College, Brunei auf der Insel Borneo. In den Tiefland-Dipterocarpaceen-Mischwäldern Bruneis führte er Feldstudien und Vogelberingungsprojekte durch, was in der Veröffentlichung verschiedener ornithologischer Arbeiten und Notizen (z. B. A checklist of the birds of Brunei Darussalam (1987)) sowie 2008 in der Veröffentlichung des Werks The Birds of Borneo: an annotated checklist gipfelte. 1991 begleitete er eine Expedition der Royal Geographical Society in den Wald von Belagong in Brunei, worüber er 1996 die Schrift The avifauna of the Belalong forest, Brunei Darussalam verfasste. Ab 1996 wurde Mann freischaffender Autor. 2001 veröffentlichte er mit Robert A. Cheke das Buch Sunbirds: A Guide to the Sunbirds, Spiderhunters, Sugarbirds and Flowerpeckers of the World und 2012 mit Johannes Erritzøe das Werk Cuckoos of the World. 2008 schrieb er in Zusammenarbeit mit Cheke die Familienkapitel über die Nektarvögel und die Mistelfresser im dreizehnten Band des Handbook of the Birds of the World.
In den 1980er Jahren war er für vier Jahre Mitglied im Führungskomitee des British Ornithologists’ Club (BOC). In den 1990er und 2000er Jahren war er weitere fünf Jahre als Treuhänder sowie von 2001 bis 2005 als Vorsitzender des BOC tätig. Darüber hinaus war er Vorsitzender des Trust for Oriental Ornithology.
Im August 2022 starb Mann nach einem medizinischen Problem.